# Gloster Goral
Il Gloster G.22 Goral fu un aereo militare multiruolo, biposto, monomotore e biplano, sviluppato dall'azienda aeronautica britannica Gloster Aircraft Company nei tardi anni venti rimasto allo stadio di prototipo.
Progettato per soddisfare una specifica dell'Air Ministry britannico, non riuscì a superare il confronto con il concorrente Westland Wapiti e il suo sviluppo venne interrotto.

## Utilizzatori
Regno Unito
- Royal Air Force